# 聖拉斐爾 (聖米格爾省)
聖拉斐爾（西班牙語：San Rafael Oriente），是薩爾瓦多的城鎮，位於該國東部，由聖米格爾省負責管轄，面積45.02平方公里，海拔高度198米，2007年人口13,290，人口密度每平方公里295.2人。
13°23′N 88°21′W / 13.383°N 88.350°W